# Tarnówka (Ukraina)
Tarnówka – dawna wieś na Ukrainie na obszarze dzisiejszego rejonu radziechowskiego w obwodzie lwowskim.
Za II Rzeczypospolitej w latach 1927-1934 wieś stanowiła samodzielną gminę jednostkową w powiecie radziechowskim w woj. tarnopolskim. Gmina została utworzona 1 kwietnia 1927 roku z części obszaru gminy Płowe. W związku z reformą scaleniową została 1 sierpnia 1934 roku włączona do nowo utworzonej wiejskiej gminy zbiorowej Witków Nowy w tymże powiecie i województwie. Po wojnie wieś weszła w struktury administracyjne Związku Radzieckiego.